# The Beatles: Get Back
The Beatles: Get Back is een documentaireserie uit 2021, geregisseerd en geproduceerd door Peter Jackson. Het toont het maken van het The Beatles-album Let It Be uit 1970 (dat de werktitel Get Back had) en is grotendeels gebaseerd op ongebruikt beeld- en audiomateriaal dat oorspronkelijk is vastgelegd voor de gelijknamige documentaire van het album uit 1970 van Michael Lindsay-Hogg. De docuserie heeft een totale lengte van bijna acht uur, bestaande uit drie afleveringen tussen twee en drie uur, die elk ongeveer wekelijkse perioden van 21 dagen studiotijd beslaan.
Ook mede geproduceerd door Paul McCartney, Ringo Starr, Yoko Ono en Olivia Harrison, wordt de serie gepresenteerd door Walt Disney Studios in samenwerking met Apple Corps en WingNut Films. Het ging in première met drie opeenvolgende dagelijkse releases op Disney+ vanaf 25 november 2021.  Een deel ervan, getiteld The Beatles: Get Back – The Rooftop Concert, werd op 30 januari 2022 uitgebracht in IMAX-theaters in tal van Amerikaanse steden. Het werd vervolgens internationaal uitgebracht tussen 11 en 13 februari 2022.  
Jackson karakteriseerde de miniserie als "een documentaire over een documentaire".  Get Back kreeg lovende kritieken voor de tentoonstelling van het creatieve proces van de groep, hoewel tegenstanders kritiek hadden op de relatief lange looptijd. Commentatoren beschreven het als een uitdagende oude overtuiging dat het maken van het Let It Be-album volledig werd gekenmerkt door spanningen tussen de bandleden, in plaats daarvan liet het een meer vrolijke kant van de productie zien.

## Productie
Tijdens een bezoek aan Apple Corps om te praten over het werken aan een mogelijke The Beatles-tentoonstelling met aangevulde of virtual reality, vroeg Peter Jackson Apple naar de archiefbeelden voor de documentaire van het album uit 1970, waartoe hij toegang kreeg voor een mogelijke nieuwe documentaire. Jackson aarzelde om zich bij het project aan te sluiten vanwege zijn angsten over de lang gerapporteerde bitterheid rond het uiteenvallen van The Beatles . Toen hij de beelden bekeek, verklaarde hij later dat hij "opgelucht was toen hij ontdekte dat de realiteit heel anders is dan de mythe. . . Natuurlijk zijn er momenten van drama - maar geen van de tweedracht waarmee dit project al lang in verband wordt gebracht."  Zestig uur filmmateriaal, opgenomen in januari 1969 en meer dan 150 uur audio afkomstig van de originele Let It Be-film werden ter beschikking gesteld aan Jacksons team. 
De productie van The Beatles: Get Back maakte gebruik van filmrestauratietechnieken die zijn ontwikkeld voor Jacksons They Shall Not Grow Old . Jackson bracht bijna vier jaar door met het bewerken van de serie.  Het is gemaakt met medewerking van Paul McCartney, Ringo Starr en de weduwen van John Lennon (Yoko Ono) en George Harrison (Olivia Harrison),  evenals muziekbegeleider Giles Martin (zoon van George Martin en een vaste producer van Beatles-projecten sinds 2006). In een persbericht zei McCartney: "Ik ben echt blij dat Peter in onze archieven is gedoken om een film te maken die de waarheid over de Beatles-opnames samen laat zien", terwijl Starr herhaalde: "Er waren uren en uren van ons alleen maar te lachen en muziek spelen, helemaal niet zoals de Let It Be-film die uitkwam [in 1970]. Er was veel vreugde en ik denk dat Peter dat zal laten zien."
Disney werd door de filmmakers overhaald om het gebruik van tabak en grof taalgebruik toe te staan  met waarschuwingen voor discretie van de kijker aan het begin van elke aflevering.  Volgens Jackson: "The Beatles zijn Scouse-jongens en ze vloeken vrijuit, maar niet op een agressieve of seksuele manier. We hebben Disney zover gekregen om te vloeken, wat volgens mij de eerste keer is voor een Disney-zender."  Afleveringen bevatten ook discretiewaarschuwingen van kijkers voor tabaksgebruik.  Als gevolg hiervan ontving de theatrale release van The Beatles: Get Back - The Rooftop Concert een PG-13 rating van de MPA voor "korte sterke taal en roken". 

## Inhoud
De definitieve versie beslaat 21 dagen in de studio met The Beatles terwijl ze repeteren voor een aanstaand album, concert en filmproject, en climaxen met het volledige 42 minuten durende 'rooftop concert'. Jackson beschreef de serie als "een documentaire over een documentaire", evenals een "hardere" dan Let It Be, omdat het controversiële gebeurtenissen bevat, zoals Harrisons korte ontslag uit de band, die de originele film niet had behandeld. Met uitzondering van specifieke opnamen waarvoor geen alternatief bestaat, werd het meeste materiaal dat in Let It Be was gebruikt niet hergebruikt in Get Back. De serie gebruikte voornamelijk beelden die waren vastgelegd vanuit alternatieve camerahoeken in het geval van sequenties die tussen de twee werken werden gedeeld. Volgens Jackson is deze keuze gemaakt "vanuit de wens om Let It Be niet op de tenen te trappen, zodat het toch een film is die een bestaansreden heeft, en onze [serie] zal daar een aanvulling op zijn".
Ben Sisario van The New York Times benadrukte de openingsscènes van de serie vanaf januari 1969, waarin McCartney het nummer Get Back "uit het niets" maakte terwijl hij wachtte op Lennon die te laat kwam. Volgens Sisario was Lennons enige doel in het Get Back-project "communicatie met een publiek", McCartney vroeg de band om "enthousiasme voor het project te tonen of het op te geven", Harrison overwoog openlijk "een scheiding" (van de band), terwijl de hele band zich ongemakkelijk voelde over Ono's aanwezigheid bij de sessies. In andere openhartige scènes biedt Starr Ono een kauwgom aan, fluisteren Linda McCartney en Ono terwijl de band Let It Be speelt, maakt Harrison indruk op de band met een cover van Bob Dylans I Threw It All Away, covert McCartney Strawberry Fields Forever met de goedkeuring van Lennon, en verdedigt McCartney Ono terwijl hij rouwt om het einde van de band.
Een andere belangrijke scène betreft een lunch, die niet op camera werd vastgelegd, tussen Lennon en McCartney. De filmmakers plaatsten buiten het medeweten van iedereen een microfoon in de plant op tafel, waar hij het gesprek oppikte. Tijdens de lunch vertelt Lennon aan McCartney dat hij de leider van de groep is geworden, wat McCartney ontkent ("Jij bent nog steeds de baas, ik ben slechts de secundaire baas"). Ze bespreken ook hun behandeling van Harrison, halen herinneringen op aan het verleden en bespreken de toekomst van de groep.

## Uitgave

### Streaming en thuismedia
Het project werd aangekondigd op 30 januari 2019, de vijftigste verjaardag van het rooftopconcert van The Beatles.  Op 11 maart 2020 kondigden The Walt Disney Studios aan dat ze de wereldwijde distributierechten hadden verworven voor de documentaire van Jackson, nu getiteld The Beatles: Get Back . Het was aanvankelijk gepland om op 4 september 2020 in de bioscoop te worden uitgebracht door Walt Disney Pictures in de Verenigde Staten en Canada, en een wereldwijde release zou volgen. Op 12 juni 2020 werd het vanwege de COVID-19-pandemie uitgesteld tot 27 augustus 2021. 
Op 17 juni 2021 werd aangekondigd dat The Beatles: Get Back in plaats daarvan zou worden uitgebracht als een driedelige documentaireserie op Disney+ in het Thanksgiving-weekend van 25, 26 en 27 november, waarbij elke aflevering meer dan twee uur zou duren.   Op 16 november woonde McCartney de Britse première van The Beatles: Get Back bij.
Walt Disney Studios Home Entertainment bracht de serie op dvd uit op 1 maart 2022.  Hoewel oorspronkelijk gepland voor release op dvd en blu-ray op 8 februari 2022, naar verluidt vanwege een technische storing met de schijven. Een blu-ray-versie was ook gepland om naast de dvd uit te brengen, maar is sindsdien uitgesteld.
Tijdens het IMAX Rooftop Concert live screening-evenement op 30 januari 2022 verklaarde Jackson dat hij hoopt een uitgebreide editie van de serie uit te brengen die drie tot vier extra uur aan niet eerder vertoonde uitvoeringsbeelden en bandgesprekken zou bevatten, evenals nieuw bonusmateriaal en Sollicitatiegesprekken. Hij zei dat fans zouden moeten helpen om Disney en Apple Corps onder druk te zetten om deze editie uit te brengen.

### The Beatles: Get Back – The Rooftop Concert
Een onderdeel van het dakconcert uit de documentaire werd op 30 januari 2022 door Walt Disney Studios Motion Pictures uitgebracht in geselecteerde IMAX-theaters, met een wereldwijde bioscooprelease van 11 tot 13 februari.  De presentatie op 30 januari ging gepaard met een live gestreamde Q&A met Jackson. In antwoord op een vraag tijdens de Q&A, onthulde Jackson dat er nog uren aan herstelde maar niet-uitgebrachte beelden en interviews waren. Op 20 februari 2022 heeft de film US$ 936.764 opgebracht in de binnenlandse box office en internationaal US$ 1,2 miljoen, voor een wereldwijd totaal van US$ 2,2 miljoen. 
Op 30 januari 2022 ging The Beatles: Get Back in première in beperkte theatrale release in 67 theaters, met een brutowinst van US$ 391.252 in de box office .  Het werd opnieuw uitgebracht op 9 februari, toen het ongeveer US$ 50.468 opbracht in 80 theaters.  Het werd uitgebracht voor een internationaal publiek tijdens het box office weekend van 11-13 februari  en werd wereldwijd in 181 theaters vertoond. 
Op 28 januari 2022 werd de audio van het volledige rooftop concert, geremixt in Dolby Atmos, vrijgegeven voor streamingdiensten. 

### Marketing
Op 21 december 2020 werd een vijf minuten durende preview-montage van de gereproduceerde film, gepresenteerd door Jackson, uitgebracht op YouTube en Disney+. In de video zijn de bandleden te zien die dansen, imitaties doen, lachen, Lennon die een krantenartikel leest over Harrisons ontmoeting met een fotograaf, evenals Lennon en McCartney die "voor de grap 'Two of Us' zingen met opeengeklemde tanden". Op 12 november werd op YouTube een clip van één minuut van de film uitgebracht, met daarin een scène waarin The Beatles aan het nummer "I've Got a Feeling" werkten.
De release werd voorafgegaan door de publicatie van een boek met dezelfde naam - het eerste officiële boek dat aan de band is toegeschreven sinds The Beatles Anthology (2000) - met een inleiding door Hanif Kureishi.  Het boek was oorspronkelijk gepland voor 31 augustus 2021 om samen te vallen met de eerste release van de documentaire in augustus , maar werd uiteindelijk uitgebracht op 12 oktober, voorafgaand aan de documentaire.  De documentaire werd ook voorafgegaan door de release van een geremixte box set van het Let It Be album op 15 oktober door Apple Records .

## Ontvangst
Review-aggregator Rotten Tomatoes rapporteerde een goedkeuringsscore van 93% op basis van 119 beoordelingen, met een gemiddelde beoordeling van 8,5/10. De consensus van de critici van de website luidt: "Het is misschien te veel van het goede voor sommige kijkers, maar The Beatles: Get Back biedt een opwindend meeslepende kijk op het creatieve proces van de band." Metacritic gaf de serie een gewogen gemiddelde score van 85 van de 100 op basis van 28 critici, wat wijst op "universele bijval".
Sheri Linden van The Hollywood Reporter noemde de documentaire een "meeslepende, actuele kroniek van een generatiebepalende band die bezig is met het creëren, en biedt een close-up van de alchemie van het kwartet" en concludeerde dat het "voldoende bewijs biedt die noodzaak is in the eye of the beholder". Rob Sheffield van Rolling Stone complimenteerde de intimiteit van de miniserie en benadrukte de aangrijpende en 'rustige momenten' als 'het hart van de film'.  Richard Roeper van de Chicago Sun-Times gaf de miniserie een score van vier van de vier sterren, beschouwde het als "een van de meest vermakelijke, meeslepende en belangrijke hoofdstukken in de gefilmde muziekgeschiedenis" en prees de kwaliteit van de beelden van het optreden op het dak. In een vijfsterrenrecensie voor The Independent schreef Ed Cumming dat de bitterheid die The Beatles teisterde sinds de film van Lindsay-Hogg uit 1970 "een mythische kwaliteit had aangenomen", maar door Jacksons uitgebreide berichtgeving: "Elke toekomstige beoordeling van de band en haar leden zal zich moeten meten met de mensen die we hier zien."
Owen Gleiberman, die schrijft voor Variety, zei dat hoewel het verhaal "meandert" en "opgeblazen" wordt in deel drie, het een "verslavend" portret is van een "transcendente" band die verder gaat dan "zowel de hype als de angst van de fans". Alexis Petridis van The Guardian noemde de serie "doelloos", met herhalingen die een "bedreiging voor de geestelijke gezondheid van de kijker" waren, en zei dat hoewel er "fantastische momenten" waren, er te weinig waren. Beatles-biograaf Philip Norman schreef in The Times en was zeer kritisch over de montage van de beelden en de algemene toon van Jacksons werk, en merkte op dat verschillende "ongemakkelijke feiten", waaronder Lennons heroïneverslaving en het "loken" van Ono, werden genegeerd.

### Lofbetuigingen
| Prijs                          | Datum van ceremonie | Categorie | Genomineerd(en) | Resultaat | Ref.          |
| ------------------------------ | ------------------- | --- | --- | --------- | ------------- |
| American Cinema Editors Awards | 5 maart 2022        | Best Edited Documentary - (Non-Theatrical) Beste Bewerkte Documentaire - (Niet-Theatraal) | Jabez Olssen | Gewonnen  | [ 44 ] [ 45 ] |
| Cinema Audio Society Awards    | 6 maart 2022        | Outstanding Achievement in Sound Mixing for Television Non Fiction, Variety or Music – Series or Specials Uitstekende Prestatie in het Mixen van Geluid voor Televisie, Non-Fictie, Variatie of Muziek - Serie of Specials | Peter Sutton, Michael Hedges, Brent Burge, Alexis Feodoroff, Sam Okell, Michael Donaldson (voor "Deel 3")                                                                   | Gewonnen  | [ 46 ]        |
| Golden Reel Awards             | 13 maart 2022       | Outstanding Achievement in Sound Editing – Non-Theatrical Documentary Uitstekende Prestatie in Geluidsbewerking - Niet-Theatrale Documentaire                                                                              | Brent Burge, Martin Kwok, Matt Stutter, Buster Flaws, Melanie Graham, Emile De La Rey, Steve Gallagher, Tane Upjohn-Beatson, Michael Donaldson, Simon Riley (voor "Deel 3") | Gewonnen  | [ 47 ]        |
| Producers Guild of America     | 19 maart 2022       | Outstanding Producer of Nonfiction Television Uitstekende producent van non-fictie televisie | Peter Jackson, Clare Olssen, Jonathan Clyde | Gewonnen  | [ 48 ] [ 49 ] |

## Soundtrack
Dit is een lijst van alle nummers die te horen zijn in The Beatles: Get Back. Alle nummers zijn geschreven door Lennon-McCartney, tenzij anders aangegeven.

### Opening
1. "In Spite of All the Danger" (Paul McCartney, George Harrison; opgenomen als The Quarrymen)
2. "Some Other Guy" (Jerry Leiber, Mike Stoller, Richie Barrett)
3. "Love Me Do"
4. "Please Please Me"
5. "Twist and Shout" (Phil Medley, Bert Berns)
6. "She Loves You"
7. "I Want to Hold Your Hand"
8. "Do You Want to Know a Secret"
9. "All My Loving"
10. "Eight Days a Week"
11. "A Hard Day's Night"
12. "Can't Buy Me Love"
13. "I Should Have Known Better"
14. "Help!"
15. "Act naturally" (Johnny Russell, Voni Morrison, Buck Owens)
16. "Yesterday"
17. "Drive My Car"
18. "Yellow Submarine"
19. "Taxman" (Harrison)
20. "Tomorrow Never Knows"
21. "Strawberry Fields Forever"
22. "Penny Lane"
23. "Sgt. Pepper's Lonely Hearts Club Band"
24. "With a Little Help from My Friends"
25. "Lucy in the Sky with Diamonds"
26. "All You Need Is Love"
27. "A Day in the Life"
28. "Magical Mystery Tour"
29. "I Am the Walrus"
30. "Back in the U.S.S.R."
31. "While My Guitar Gently Weeps" (Harrison)
32. "Blackbird"
33. "Hey Jude"

### Twickenham Studios-sessies
1. "Child of Nature" (John Lennon)
2. "Everybody's Got Soul"
3. "Don't Let Me Down"
4. "I've Got a Feeling"
5. "Johnny B. Goode" (Chuck Berry)
6. "Quinn the Eskimo" (Bob Dylan)
7. "I Shall Be Released" (Dylan)
8. "Two of Us"
9. "Tea for Two" (Vincent Youmans, Irving Caesar)
10. "Taking a Trip to Carolina" (Richard Starkey)
11. "Just Fun"
12. "Because I Know You Love Me So"
13. "Thinking of Linking"
14. "Won't You Please Say Goodbye"
15. "One After 909"
16. "Ob-La-Di, Ob-La-Da"
17. "Midnight Special" (traditioneel)
18. "What Do You Want to Make Those Eyes at Me For?" (Joseph McCarthy, Howard Johnson, James V. Monaco)
19. "The Third Man Theme" (Anton Karas)
20. "Gimme Some Truth" (Lennon)
21. "All Things Must Pass" (Harrison)
22. "Every Little Thing"
23. "I'm So Tired"
24. "You Wear Your Women Out" (Lennon, McCartney, Harrison, Starkey)
25. "My Imagination" (Lennon, McCartney, Harrison, Starkey)
26. "Get Back"
27. "She Came In through the Bathroom Window"
28. "When I'm Sixty-Four"
29. "Maxwell's Silver Hammer"
30. "Across the Universe"
31. "Rock and roll music" (Berry)
32. "I Me Mine" (Harrison)
33. "Stand by Me" (Ben E. King, Leiber, Stoller)
34. "Baa, Baa, Black Sheep" (traditioneel)
35. "You Win Again" (Hank Williams)
36. "Another Day" (McCartney)
37. "The Long and Winding Road"
38. "Golden Slumbers"
39. "Carry That Weight"
40. "The Palace of the King of the Birds"
41. "Commonwealth"
42. "Enoch Powell"
43. "Honey Hush" (Big Joe Turner)
44. "Suzy Parker" (Lennon, McCartney, Harrison, Starkey)
45. "The House of the Rising Sun" (traditioneel)
46. "Mama, You Been on My Mind" (Dylan)
47. "Shakin' in the Sixties" (Lennon)
48. "Let It Be"
49. "Carolina Moon" (Joe Burke, Benny Davis)
50. "Jam" (Lennon, McCartney, Starkey, Yoko Ono)
51. "John & Yoko|John" (Ono)
52. "It's Only Make Believe" (Jack Nance, Conway Twitty)
53. "You're My World" (Umberto Bindi, Gino Paoli, Carl Sigman)
54. "Build Me Up Buttercup" (Mike d'Abo, Tony Macaulay)
55. "Piano Piece" (Bonding)
56. "Martha My Dear"
57. "I Bought a Piano the Other Day" (Lennon, McCartney, Starkey)
58. "Woman" (McCartney)
59. "The Back Seat of My Car" (McCartney)
60. "Song of Love"
61. "Help!"
62. "Tutti Frutti" (Little Richard, Dorothy LaBostrie)
63. "Mean Mr. Mustard"
64. "Madman"
65. "Oh! Darling"

### Apple Studios-sessies
1. "You Are My Sunshine" (Jimmie Davis, Charles Mitchel)
2. "New Orleans" (Gary U.S. Bonds)
3. "Queen of the Hop" (Bobby Darin)
4. "Gilly Gilly Ossenfeffer Katzenellen Bogen by the Sea" (Al Hoffman, Dick Manning)
5. "Thirty Days" (Berry)
6. "Too Bad About Sorrow"
7. "Dig a Pony"
8. "My Baby Left Me" (Arthur Crudup)
9. "Hi-Heel Sneakers" (Tommy Tucker)
10. "Hallelujah I Love Her So" (Ray Charles)
11. "Milk Cow Blues" (Kokomo Arnold)
12. "Good Rocking Tonight" (Roy Brown)
13. "Shout" (O'Kelly Isley Jr., Rudolph Isley, Ronald Isley)
14. "Going Up the Country" (Canned Heat)
15. "You're Going to Lose That Girl"
16. "Some Other Guy" (Leiber, Stoller, Barrett)
17. "A Taste of Honey" (Bobby Scott, Ric Marlow)
18. " Save the Last Dance for Me" (Doc Pomus, Mort Shuman)
19. "Cupcake Baby" (Lennon)
20. "Freakout Jam" (Lennon, McCartney, Ono)
21. "Twenty Flight Rock" (Ned Fairchild, Eddie Cochran)
22. "Reach Out, I'll Be There" (Brian Holland, Lamont Dozier, Eddie Holland)
23. "Please Please Me"
24. "School Days" (Berry)
25. "Polythene Pam"
26. "Her Majesty"
27. "Teddy Boy" (McCartney)
28. "Maggie Mae" (traditioneel; georganiseerd door Lennon, McCartney, Harrison, Starkey)
29. "Fancy My Chances with You"
30. "Dig It" (Lennon, McCartney, Harrison, Starkey)
31. "Dehradun" (Harrison)
32. "Within You Without You" (Harrison)
33. "Why Don't We Do It in the Road?"
34. "Act Naturally" (Johnny Russell, Voni Morrison, Buck Owens)
35. "Bye Bye Love" (Felice and Boudleaux Bryant)
36. "For You Blue" (Harrison)
37. "I Lost My Little Girl" (McCartney)
38. "Window, Window" (Harrison)
39. "Octopus's Garden" (Starkey)
40. "I Told You Before" (Lennon, McCartney, Harrison, Starkey, Heather)
41. "Twist and Shout" (Phil Medley, Bert Berns)
42. "Blue Suede Shoes" (Carl Perkins)
43. "Shake, Rattle & Roll" (Jesse Stone)
44. "Kansas City" (Leiber–Stoller)
45. "Here's Little Richard|Miss Ann" (Johnson, Penniman)
46. "Old Brown Shoe" (Harrison)
47. "Strawberry Fields Forever"
48. "Take These Chains from My Heart" (Fred Rose, Hy Heath)
49. "Water! Water!"
50. "Something" (Harrison)
51. "Love Me Do"
52. "I Want You (She's So Heavy)"
53. "Half a Pound of Greasepaint"
54. "Danny Boy" (traditioneel)
55. "God Save the Queen" (traditioneel)
56. "A Pretty Girl Is Like a Melody" (Irving Berlin)
57. "Take This Hammer" (traditioneel)
58. "Friendship" (Judy Garland, Johnny Mercer)
59. "Run for Your Life"

### Rooftop concert
1. "Get Back" (korte take)
2. "Get Back" (take één)
3. "Get Back" (take twee)
4. "Don't Let Me Down" (take één)
5. "I've Got a Feeling" (take één)
6. "One After 909"
7. "Dig a Pony"
8. "I've Got a Feeling" (take twee)
9. "Don't Let Me Down" (take twee)
10. "Get Back" (take drie)

## Afleveringen
| Episode | Titel                 | Regie         | Datum             |
| --- | --------------------- | ------------- | ----------------- |
| 1 | "Deel 1: Dagen 1-7"   | Peter Jackson | 25 november 2021  |
| The Beatles beginnen met repeteren in Twickenham Studios voor wat oorspronkelijk een televisiespecial moest worden die het opnemen van hun volgende album toont en eindigt met een liveshow die gegeven zal worden op een locatie die nog te bepalen is. De band repeteert onontwikkelde versies van nummers die uiteindelijk zullen verschijnen op het Let It Be-album, maar ook nummers die uiteindelijk later, na het stoppen met de band, zullen opgenomen worden als solonummers. Yoko Ono is constant aanwezig in de studio, op een gegeven moment al zingt ze en wordt ze al chattend gezien met Linda McCartney. Harrison wordt vergezeld door zijn Hare Krishna-vrienden. Muziekuitgever Dick James verschijnt en overloopt de nieuwste catalogus aan nummers waarvan hij de rechten heeft verkregen voor Northern Songs. Regisseur Michael Lindsay-Hogg probeert The Beatles te achterhalen om de special te eindigen met een indrukwekkende liveshow. Na zeven dagen gespannen repetities doorgemaakt te hebben die problemen in de motivatie en samenwerking van de band blootleggen, verlaat Harrison de groep. |                       |               |                   |
| 2 | "Deel 2: Dagen 8-16"  | Peter Jackson | 26 november 2021  |
| Repetities gaan snel door tussen onzekerheden over de toekomst van de band. Acteur Peter Sellers maakt een ongemakkelijke verschijning. Na een productief overleg met Harrison besluit de band om het idee van een liveshow te schrappen en verplaatsen ze zich naar hun studio van Apple Corps om officieel hun nieuwe album op te nemen. Glyn Johns, opname technicus en co-producer voor de sessies, vindt de studio ondermaats en contacteert George Martin met een urgente vraag om vervangingsapparatuur. Billy Preston, een muzikant die de groep ontmoette in Hamburg, vervoegt de sessies op elektrische piano. |                       |               |                   |
| 3 | "Deel 3: Dagen 17-22" | Peter Jackson | 27 november 2021. |
| The Beatles gaan door met het opnemen terwijl de deadline om het project af te maken, veroorzaakt door Ringo Starr's filmschema voor The Magic Christian. McCartney blijft hopen dat de band een liveshow zal spelen en Lennon ontmoet Amerikaanse zakenman Allen Klein voor de eerste keer. Op de voorlaatste dag spelen The Beatles een onaangekondigd concert op het dak van het Apple Corps-gebouw, wat de aandacht trekt van voorbijgangers en de politie. |                       |               |                   |